# حي الحوج القبلي (إب)
حي الحوج القبلي هو  أحد أحياء مديرية المشنه في محافظة إب اليمنية. يبلغ تعداد سكانه 1824 نسمة حسب التعداد السكاني في اليمن لعام 2004.

## وروابط خارجية
- الجهاز المركزي للإحصاء بالجمهورية اليمنية
- المركز الوطني للمعلومات باليمن نسخة محفوظة 10 أبريل 2015 على موقع واي باك مشين.